# Rosenfeld

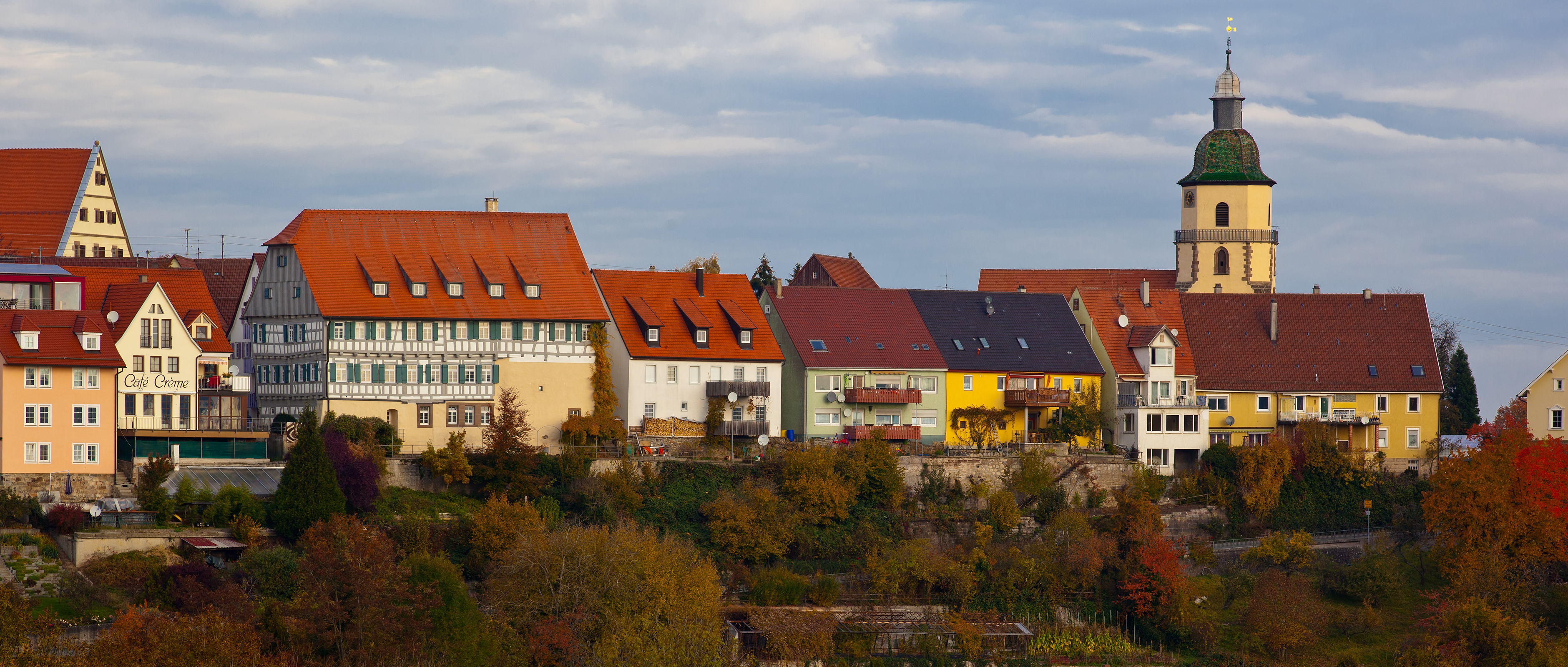
Rosenfeld, 2011

Rosenfeld ist eine Stadt zwischen Balingen und Oberndorf am Neckar, etwa 60 Kilometer südlich von Stuttgart im Zollernalbkreis in Baden-Württemberg.

## Geographie
Rosenfeld liegt auf einer Höhe von 498 m ü. NHN (Ortsteil Heiligenzimmern) bis 698 m ü. NHN (Ortsteil Brittheim) auf dem Kleinen Heuberg, im Vorland der westlichen Schwäbischen Alb.

### Nachbargemeinden
(im Uhrzeigersinn von Norden; die Gemeinden gehören zum Zollernalbkreis, sofern nicht anders angegeben)

Sulz am Neckar ¹, Haigerloch, Geislingen, Dautmergen, Zimmern unter der Burg, Epfendorf ¹, Oberndorf am Neckar ¹ und Vöhringen ¹.

¹ Landkreis Rottweil

### Stadtgliederung
Die Stadt Rosenfeld besteht aus den sieben Stadtteilen Bickelsberg, Brittheim, Heiligenzimmern, Isingen, Leidringen, Rosenfeld und Täbingen, zu denen die Kernstadt Rosenfeld und 32 weitere Dörfer, Weiler, Höfe und (Einzel-)Häuser gehören.
Außer im Stadtteil Rosenfeld sind in den Stadtteilen Ortschaften im Sinne der baden-württembergischen Gemeindeordnung mit jeweils eigenem Ortschaftsrat und Ortsvorsteher als dessen Vorsitzendem eingerichtet.
Im Stadtgebiet liegen mehrere abgegangene, heute nicht mehr bestehende Ortschaften: die beiden Wüstungen Hochdorf im Stadtteil Bickelsberg und Hochstetten im Stadtteil Bickelsberg wie auch im Stadtteil Brittheim im Gebiet der Häselhöfe. Beide Orte sind wohl im 14. Jahrhundert abgegangen. Der Flurname Hochstetten wird erstmals 1488 genannt. Der Ort Haarhausen wurde 1094 als Horohusen erstmals urkundlich erwähnt und ist Anfang des 14. Jahrhunderts abgegangen. Die Markung bestand bis zur Vereinigung mit der von Brittheim nach 1800. Zu Haarhausen gehörte auch eine Burg, heute nur noch ein Burgstall auf dem auch als Burgstall bezeichneten Berg. Später bestand noch ein Sitz im Ort selbst. Im Stadtteil Heiligenzimmern liegt die Wüstung Beuren. Der Ort wurde 786 als Purrom und 1287 als Cimmern in Burrer tal erwähnt. Der Hof Großteil im heutigen Stadtteil Isingen wurde 1823 erwähnt und nach einem Brand im Jahre 1848 abgebrochen. Im Stadtteil Leidringen liegen die Wüstungen Höfingen und Kleinenzimmern. Höfingen ist wahrscheinlich vor 1400 abgegangen. Der Ort Kleinenzimmern wurde 1327 erstmals genannt, war 1424 noch bewohnt, um 1500 waren lediglich noch zwei Mühlen übriggeblieben. Im Stadtteil Rosenfeld liegen die Wüstungen Berkheim, Bubenhofen mit dem Burgstall der Wasserburg Bubenhofen, Horgenau (?), Steinbrunnen und die beiden abgegangenen Burgen Burg Tiefenberg und Burg Untreues Ziel. Im Stadtteil Täbingen an der Grenze zum Dietinger Ortsteil Gößlingen lag der Ort Hausen, der möglicherweise mit dem 793 erwähnten Juchhusa identisch war.

### Schutzgebiete
Rosenfeld hat mit dem Immerland und den Häselteichen zwei kleine Naturschutzgebiete mit insgesamt 4,7 ha Fläche. Die Häselteiche gehören gleichzeitig auch zum FFH-Gebiet Gebiete zwischen Bisingen, Haigerloch und Rosenfeld. Die Schlichem und der Erlenbach zwischen Leidringen und Täbingen gehören zum FFH-Gebiet Neckartal zwischen Rottweil und Sulz.

## Geschichte

Rosenfeld 1907

Im Mittelalter war Rosenfeld der namengebende Ort der Herrschaft Rosenfeld, die den Herzögen von Teck gehörte. 1244 wurde die Alte Apotheke errichtet, das älteste erhaltene Haus aus Stein in Süddeutschland. In der Gründungsphase Rosenfelds diente dieses Steinhaus als Wehrbau und Adelssitz. 1317 verkaufte der Herzog von Teck die Herrschaft Rosenfeld mit der seit 1274 ummauerten Stadt an den Grafen von Württemberg. Die Stadt gehörte fortan (bis 1808) zum württembergischen Amt Rosenfeld. 1348 wurde die Zuständigkeit fremder Gerichtsorte aufgehoben und die Blutgerichtsbarkeit über Stadt und Amt dem württembergischen Vogt übertragen. 
1534 kam die Reformation. Mindestens seit dem 16. Jahrhundert bestand in Rosenfeld eine Lateinschule. Im 17. Jahrhundert wurde die Befestigung der Stadt mehrmals verstärkt, so dass sich Rosenfeld im Dreißigjährigen Krieg als sichere Zufluchtsstätte der Landbevölkerung des Amts Rosenfeld bewähren konnte. An der Südwestecke der Stadtbefestigung stand die Burg Rosenfeld. 1684 verheerte ein Großfeuer die Stadt. 1687 wurde das alte Rathaus mit dem historischen Sitzungssaal errichtet, welches sich gegenüber dem heutigen Rathaus befindet, das bis 1808 Sitz des Oberamtmanns war.
Die Stadt wurde 1808 dem Oberamt Sulz zugeordnet, das bis 1918 zum Königreich Württemberg und danach zum gleichnamigen Volksstaat gehörte. 1868 und 1908 ereilten die Altstadt zwei Brandkatastrophen.
Bei den Kreisreformen während der NS-Zeit in Württemberg kam Rosenfeld 1934 zum Kreis Sulz und 1938 zum Landkreis Balingen.
Nach dem Zweiten Weltkrieg fiel Rosenfeld in die Französische Besatzungszone und wurde somit 1947 dem neu gegründeten Land Württemberg-Hohenzollern zugeordnet, das 1952 als Regierungsbezirk Südwürttemberg-Hohenzollern im Land Baden-Württemberg aufging.
Durch die Kreisreform gelangte Rosenfeld am 1. Januar 1973 zum Zollernalbkreis.
Die heutige Stadt wurde im Zuge der Gemeindegebietsreform in Baden-Württemberg am 1. Januar 1975 durch die Vereinigung der Stadt Rosenfeld und der Gemeinden Heiligenzimmern und Leidringen neu gebildet. Ebenfalls am 1. Januar 1975 wurde Täbingen eingemeindet. Die Eingemeindung von Bickelsberg war bereits am 1. Juli 1971 erfolgt. Brittheim und Isingen wurden am 1. Januar 1974 eingemeindet.
Historische Wappen der früheren Gemeinden

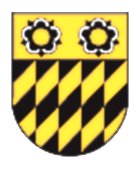
Bickelsberg
Brittheim
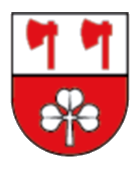
Heiligen- zimmern
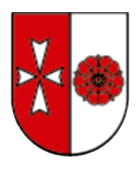
Isingen
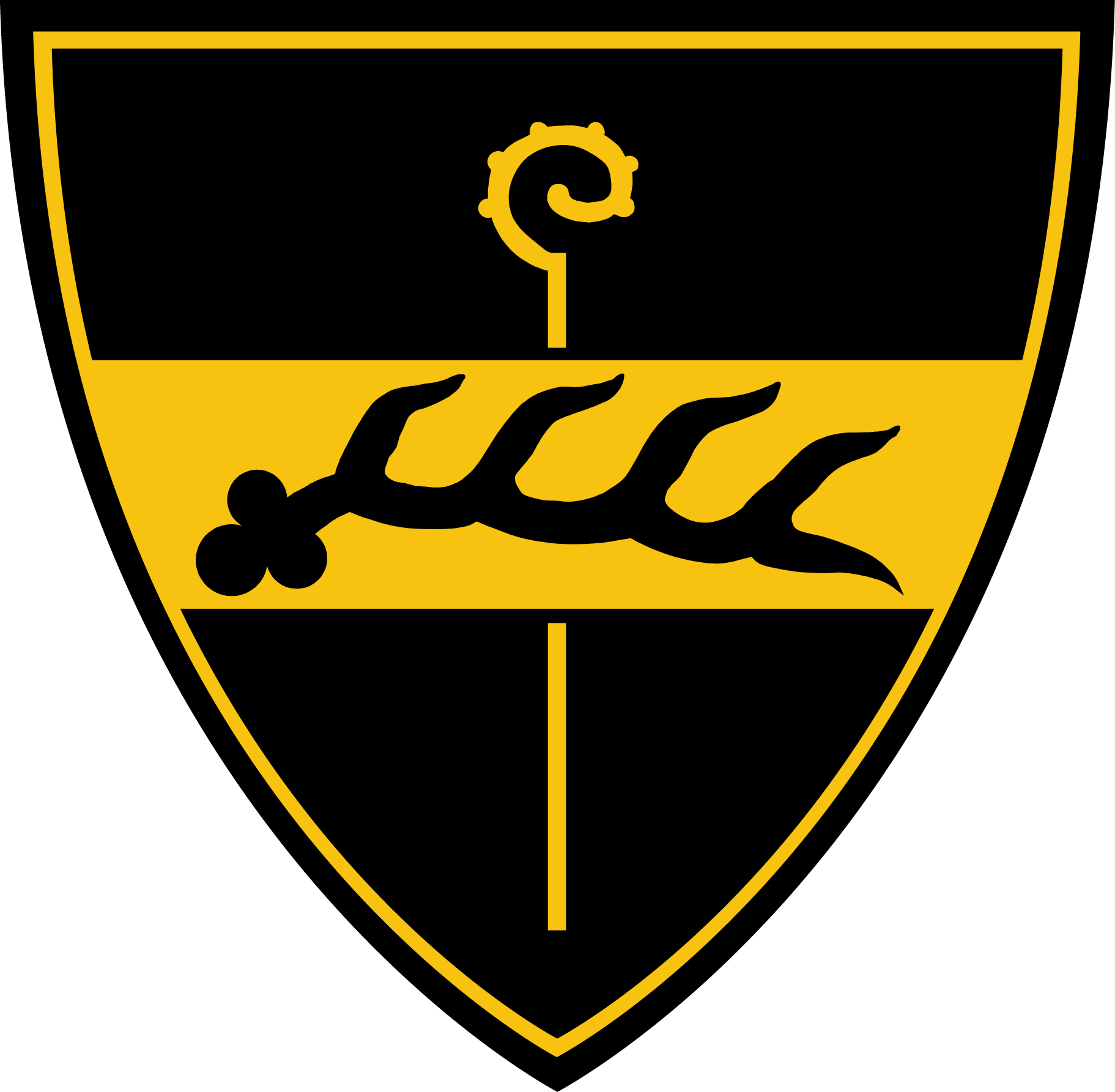
Leidringen
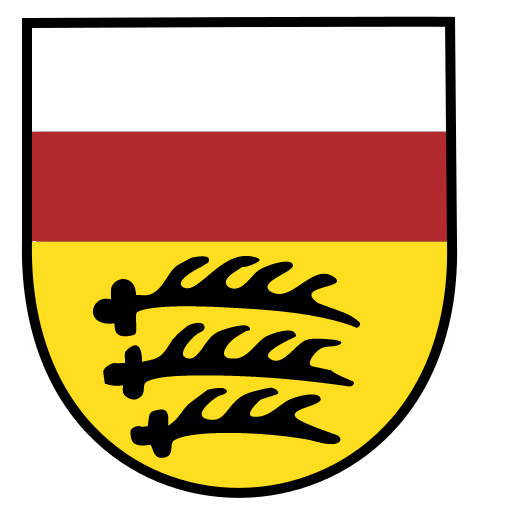
Täbingen

## Bauwerke
Siehe auch: Liste der Kulturdenkmale in Rosenfeld

## Politik

### Gemeinderat
In Rosenfeld wurde der Gemeinderat bis 2019 nach dem Verfahren der unechten Teilortswahl gewählt. Dabei konnte sich die Zahl der Gemeinderäte durch Überhangmandate verändern. 2024 wurde die unechten Teilortswahl abgeschafft. Der Gemeinderat in Rosenfeld hat jetzt 14 Mitglieder. Er besteht aus den gewählten ehrenamtlichen Gemeinderäten und dem Bürgermeister als Vorsitzendem. Der Bürgermeister ist im Gemeinderat stimmberechtigt.
Die Kommunalwahl am 9. Juni 2024 führte zu folgendem vorläufigen Endergebnis.
| Parteien und Wählergemeinschaften | Parteien und Wählergemeinschaften        | % 2024  | Sitze 2024 | % 2019 | Sitze 2019 | Kommunalwahl 2024 %50403020100 41,46 %44,96 %13,57 % FWUWGAfDGewinne und Verlusteim Vergleich zu 2019 %p 10 8 6 4 2 0 −2 −4 −6−4,84 %p−3,84 %p+8,67 %pFWUWGAfD |
| FW                                | Freie Wähler                             | 41,46   | 6          | 46,3   | 6          | Kommunalwahl 2024 %50403020100 41,46 %44,96 %13,57 % FWUWGAfDGewinne und Verlusteim Vergleich zu 2019 %p 10 8 6 4 2 0 −2 −4 −6−4,84 %p−3,84 %p+8,67 %pFWUWGAfD |
| UWG                               | Unabhängige Wählergemeinschaft Rosenfeld | 44,96   | 6          | 48,8   | 7          | Kommunalwahl 2024 %50403020100 41,46 %44,96 %13,57 % FWUWGAfDGewinne und Verlusteim Vergleich zu 2019 %p 10 8 6 4 2 0 −2 −4 −6−4,84 %p−3,84 %p+8,67 %pFWUWGAfD |
| AfD                               | Alternative für Deutschland              | 13,57   | 2          | 4,9    | 1          | Kommunalwahl 2024 %50403020100 41,46 %44,96 %13,57 % FWUWGAfDGewinne und Verlusteim Vergleich zu 2019 %p 10 8 6 4 2 0 −2 −4 −6−4,84 %p−3,84 %p+8,67 %pFWUWGAfD |
| gesamt                            | gesamt                                   | 100,0   | 14         | 100,0  | 14         | Kommunalwahl 2024 %50403020100 41,46 %44,96 %13,57 % FWUWGAfDGewinne und Verlusteim Vergleich zu 2019 %p 10 8 6 4 2 0 −2 −4 −6−4,84 %p−3,84 %p+8,67 %pFWUWGAfD |
| Wahlbeteiligung                   | Wahlbeteiligung                          | 67,57 % | 67,57 %    | 63,2 % | 63,2 %     | Kommunalwahl 2024 %50403020100 41,46 %44,96 %13,57 % FWUWGAfDGewinne und Verlusteim Vergleich zu 2019 %p 10 8 6 4 2 0 −2 −4 −6−4,84 %p−3,84 %p+8,67 %pFWUWGAfD |

### Wappen
Die Blasonierung des Wappens lautet: „In Rot eine fünfblättrige golden besamte silberne Rose mit grünen Kelchblättern.“

### Städtepartnerschaft
Rosenfeld pflegt eine Partnerschaft mit der 18.000-Einwohner-Gemeinde Moissy-Cramayel in Frankreich, etwa 35 Kilometer südöstlich von Paris.

## Kultur und Sehenswürdigkeiten
Rosenfeld liegt an der Hohenzollernstraße und an der Römerstraße Neckar–Alb–Aare.

### Bauwerke
- Die sogenannte Alte Apotheke, erbaut 1244, ist das älteste noch erhaltene Steinhaus in Süddeutschland. In der Gründungsphase Rosenfelds diente dieses Steinhaus als Wehrbau und Adelssitz, später als Amtssitz der württembergischen Vögte und erst seit 1729 bis ins 19. Jahrhundert als Apotheke.
- Das Römerbad ist ein ehemaliger römischer Gutshof, der Mitte der 1970er Jahre in einem Neubaugebiet ausgegraben wurde.
- Das Heinrich-Blickle-Museum (Sammlung gusseiserner Ofenplatten) befindet sich im 1581 fertiggestellten Fruchtkasten, einem von vier Getreidespeichern in Württemberg, die zur Unterstützung der Ärmsten in Notzeiten dienten. Die Idee dazu ging auf eine alte Anordnung des württembergischen Herzogs Eberhard im Bart zurück.
- Sternwarte Zollern-Alb im Ortsteil Brittheim
- Evangelische Stadtkirche

### Museen
- Im Heinrich-Blickle-Museum in Rosenfeld sind Ofenplatten aus verschiedenen Jahrhunderten ausgestellt.
- Im Heimatmuseum Leidringen wird gezeigt, wie die bäuerliche Bevölkerung in dieser Gegend um das Jahr 1850 gelebt und gearbeitet hat.
- Heimatmuseum Täbingen

## Wirtschaft und Infrastruktur

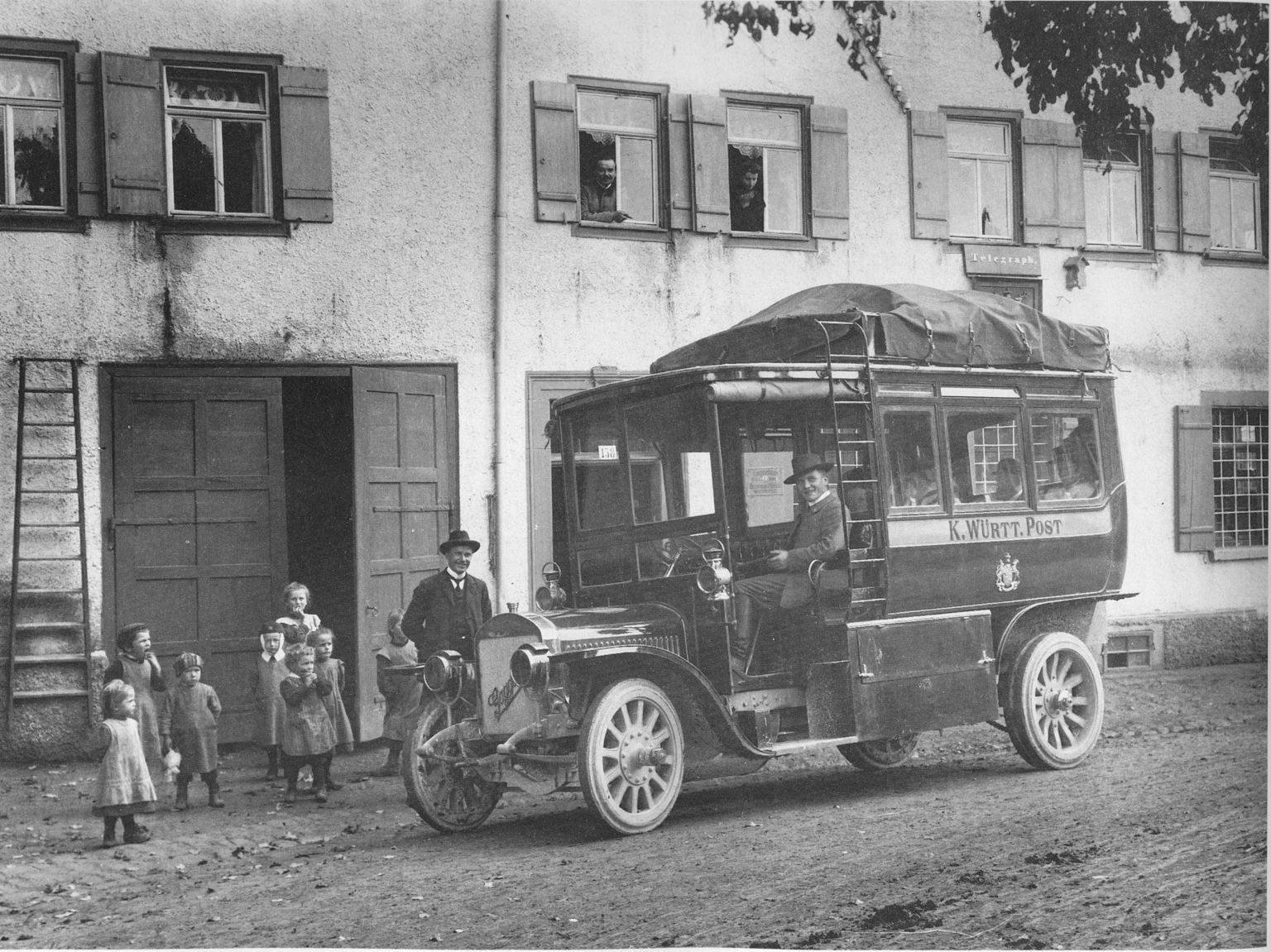
Kraftpost-Bus der Gaggenauer Benzwerke in Rosenfeld (1909)

Die Blickle Räder+Rollen GmbH u. Co. KG beschäftigt in Rosenfeld mehr als 900 Mitarbeiter. Rosenfeld ist auch Sitz der Sülzle Gruppe, tätig im Stahlhandel.

### Verkehr
Der Öffentliche Nahverkehr wird durch den Verkehrsverbund Neckar-Alb-Donau (NALDO) gewährleistet. Die Gemeinde befindet sich in der Wabe 330.
1914 wurden baureife Pläne für eine Heubergbahn von Sulz ausgehend über Rosenfeld nach Dotternhausen verworfen.

### Bildung
- Grundschule Heiligenzimmern/Isingen
- Grundschule Leidringen
- Iselin Schule (Grundschule)
- Gemeinschaftsschule Kleiner Heuberg, Rosenfeld
- Progymnasium Rosenfeld
- Außenstelle der Jugendmusikschule Zollernalb

## Persönlichkeiten
- Ursula von Rosenfeld (1499–1538), Markgräfin von Baden
- Georg Jonathan von Holland (1742–1784), Philosoph, Mathematiker und Lehrer
- Christian Gottlieb Schmid (1792–1846), geboren in Bickelsberg, Gymnasialprofessor, württembergischer Landtagsabgeordneter
- Christian Friedrich Schmid (1794–1852), geboren in Bickelsberg, Theologe und Hochschullehrer
- Andreas Huonker (1852–1931), geboren im Stadtteil Leidringen, Goldsucher in Nordamerika
- Gustav Kolb (1867–1943), geboren im Stadtteil Leidringen, Kunsterzieher
- Joseph Pfeffer (1879–1960), geboren im Stadtteil Heiligenzimmern, Finanzbeamter, Politiker (CDU), von 1945 bis 1948 Bürgermeister von Lörrach
- Heinrich Gottlob Bertsch (1897–1981), Chemiker
- Jürgen Schmid (1944–2013), geboren im Stadtteil Isingen, Ingenieur, Pionier auf dem Gebiet der erneuerbaren Energien
- Gerhard Sessler (* 1931), Ingenieur und Professor für Elektroakustik an der TU Darmstadt, Erfinder des Elektretmikrofons und des Siliziummikrofons